# Dhekra Mohamed
Dhekra (ou Dhikra) Mohamed (arabe : ذكرى محمد), plus connue sous le nom de Dhekra (ذكرى), née le 16 septembre 1966 à Gafsa et morte le 28 novembre 2003 au Caire, est une chanteuse tunisienne
En arabe, dhekra signifie « souvenir ».

## Biographie
Dhekra est la plus jeune d'une fratrie de huit frères et sœurs : Taoufik, Mohsen, Saïda, Saloua, Habib, Hajer, Kaouthar et Widad. Elle rejoint l'école primaire de Oued Ellil et poursuit ses études secondaires au lycée Khaznadar du Bardo.
En 1980, elle participe à un jeu inter-lycées, Bain Al Ma-àahed (بين المعاهد), diffusé à la télévision tunisienne ; elle interprète une chanson de Leila Mourad intitulée Ess-al aâlaya (أسأل علي) avant de participer à l'émission Fan wa mawaheb avec la même chanson. Elle remporte le 23 juillet 1983 la finale de cette émission avec une chanson d'Oum Kalthoum, Arridha wannour (الرضى و النور). À cette occasion, elle impressionne le jury, dont le compositeur Ezzedine Ayachi, qui l'intègre dans la chorale de l'émission et lui compose sa première chanson, Ya hawaya (يا هوايا). Durant la même année, elle participe au Festival international de Carthage puis rejoint la troupe musicale de la télévision tunisienne où elle rencontre Abderrahmane Ayadi qui devient par la suite le compositeur de la majorité de ses chansons.

### Tunisie
Durant les dix années précédant son départ en Égypte, elle réalise trente chansons dont 28 sont composées par son fiancé Abderrahmane Ayadi. Parmi ces chansons figurent :
- Liman Ya Hawa Satakoon Hayati ? (لمن يا هوى ستكون حياتي) ;
- Habeebi Tammin Fo'adi (حبيبي طمن فؤادي) ;
- Ela Hadhn Ommi Yahin Fo-adi (الى حضن امي يحن فؤادي) ;
- Wadda'at Roohi Ma'ah Min Youm Ma Wadda'ani (ودعت روحي معاه من يوم ما ودعني).

En 1987, elle participe au Festival de la chanson tunisienne et obtient le troisième prix avec la chanson Habeebi Tammin Fo'adi. Elle décide d'arrêter sa collaboration avec Abderrahmane Ayadi qui lui refuse de travailler avec d'autres compositeurs et rejoint le groupe Zakharef arabiyya de Mohamed Garfi avant de quitter la Tunisie.

### Libye
Arrivée en Libye, elle a l'occasion de travailler avec les meilleurs compositeurs dont Mohamed Hassen, Ali Kilani, Abdallah Mansour, Slimane Tarhouni, Romdhane Kazouz et Khalifa Zlitni. Élue meilleure interprète du chant libyen, elle possède le plus d'albums dans ce type de chansons parmi lesquels figurent :
- Chen dernalak (شن درنالك) ;
- Webhert (و بحرت) ;
- Nefsi aziza (نفسي عزيزة).

### Égypte
Dhekra fait la rencontre de Hani Mhanna qui lui compose deux albums dont Wahyati aàndak (وحياتي عندك) en 1995 et Ass-har maàa sirtek (أسهر مع سيرتك) en 1996. En 1997, elle sort l'album El assami (الاسامي) et en 2000 l'album Yana (يانا). Son dernier album, sorti en 2003, est baptisé Youm àalik (يوم عليك).
Parmi ses chansons les plus connues figurent :
- Wehyati Andak (و حياتي عندك) ;
- Mouch koll hob (مش كل حب) ;
- Al Asami (الأسامي) ;
- Allah Ghalib (الله غالب) ;
- Ya àaziz àaïni (يا عزيز عيني) ;
- Youm àalik (يوم عليك) ;
- Bahlam Beloqak (بحلم بلقاك).

### Décès tragique
Le 28 novembre 2003, Dhekra est assassinée par son mari, l'homme d'affaires Ayman Al-Sowaidi, pendant l'une de leurs disputes. Des proches expliquent la dispute par la volonté du mari de s'installer de manière permanente avec son épouse contre sa volonté, le couple ayant contracté un mariage orfi officialisé par une décision de justice ; la femme de ménage affirme pour sa part qu'il soupçonnait son épouse d'entretenir une relation adultère. Al-Sowaidi atteint Dhekra à la poitrine et à la tête avec une quinzaine de balles de mitraillette ; il tue également Khadiga Salaheddine, chargée de gérer les affaires de Dhekra, ainsi qu'Amr Hassane Sabri, gérant de ses affaires et mari de Salaheddine. Il finit par se suicider.
Des théories du complot planent sur sa mort, suspectant notamment les services secrets saoudiens de s'être débarrassés d'elle à la suite d'une chanson où elle dénonce la soumission de l'État saoudien à l'impérialisme américain, illustré notamment par la présence de navires militaires américains dans le Golfe, et l'hypocrisie de la famille royale en matière de religion. Le 3 décembre 2016, la famille de Dhekra, qui suspecte l'intervention de la Tunisie, de l'Égypte, de la Libye et de l'Arabie saoudite dans sa mort, annonce qu'elle va déposer un dossier auprès de l'Instance vérité et dignité.

## Albums
- 1995 : Wehyati Andak (و حياتي عندك), production Golden cassette
- 1996 : Ass-har maàa sirtek (أسهر مع سيرتك), production Golden cassette
- 1997 : Al Asami (الأسامي), production Mega Star
- 1997 : Attalaki 2 (التلاقي 2), production Rotana
- 1998 : Dhekra 1 (ذكرى 1), production Founoun Al Jazira
- 2000 : Yana (يانا), production Founoun Al Jazira
- 2001 : Dhekra 2 (ذكرى 2), production Founoun Al Jazira
- 2003 : Chen dernalak (شن درنالك), production Mega Star
- 2003 : Dhekra 3 (ذكرى 3), production Founoun Al Jazira
- 2003 : Nafsi Aziza (نفسي عزيزة), production Mega Star
- 2003 : Dhekra chante Oum Kalthoum (ذكرى تغني أم كلثوم), production Mega Star
- 2003 : Wech Massiri (وش مصيري), production Founoun Al Jazira
- 2003 : Youm Aàlik (يوم عليك), production Rotana
- 2004 : Aghani Aàjabatni (أغاني اعجبتني), production Founoun Al Jazira
- 2005 : Wa Tabka Dhekra (وتبقى ذكرى), production Founoun Al Jazira

## Singles
- 1997 : Ya Mchaghel Ettafkir (وتبقى ذكرى) avec Abou Bakr Salem
- 1997 : Ya Hajiri (يا هاجري)
- 1997 : Al Hilm Al Arabi (الحلم العربي), opérette avec d'autres artistes
- 1999 : Ommah (أماه), opérette avec Ali Hajjar
- 2000 : Nehlem Iih (نحلم ايه), avec Angham
- 2001 : Tab Kont Olha (طب كنت أقولها)
- 2001 : Wala Aàref (ولا عارف), avec Ehab Tawfik
- 2003 : Al Asmaraniya (الاسمرانيه)
- 2003 : Helmena El Ouardi (حلمنا الوردي), avec Mohammed Abdo
- 2003 : Baghdad La Tata'allami (بغداد لا تتألمي), opérette avec d'autres artistes
- 2004 : Soukoun Al Gharam (سكون الغرام)
- 2006 : Ma Aàlina Menhom (ماعلينا منهم)
- 2007 : Ma Fakadtek (مافقدتك), avec Abdallah Rouiched

Ce dernier duo est le dernier ; le titre sort quatre ans après la disparition de la chanteuse, sur l'album d'Abdallah Rouiched. 

## Vidéographie

### Solos
- Ya Khoofi (يا خوفي)
- Wehyati Andak (و حياتي عندك)
- Al Asami (الأسامي)
- Kol Elli Lamooni (كل اللي لاموني)
- Allah Ghalib (الله غالب)
- Qalaha (قالها)
- Elain El Youm (الين اليوم)
- Al Mahaba (المحبة)
- Wala Aref (ولا عارف)
- Al Jarh (الجرح)
- Atfaal (أطفال)
- Youm Aleek (يوم عليك)
- Alamni el hob (علمني الحب)
- Bahlam Beloqak (بحلم بلقاك)
- Law Ya Habeebi (لو يا حبيبي)
- Ya Dar (يا دار)
- Min yajra ygoul (مين يجرأ يقول)
- Wselni jwab el youm (وصلني جواب اليوم)

### Groupe
- Al Hilam Al Arabi (avec d'autres chanteurs arabes) (الحلم العربي)
- Wala Arif (en duo avec Ehab Tawfik) (ولا عارف)
- Nihlam Eih ? (en duo avec Angham) (نحلم ايه؟)